# جاستن بورن
جاستن بورن هو لاعب هوكي الجليد كندي، ولد في 12 ديسمبر 1982 في كيلونا في كندا.

## وصلات خارجية
- جاستن بورن على موقع دوري الهوكي الوطني (الإنجليزية)
- جاستن بورن على موقع EliteProspects.com (الإنجليزية)
- جاستن بورن على موقع HockeyDB.com (الإنجليزية)